# Didicosm
Didicosm ist eine Science-Fiction-Kurzgeschichte des australischen Schriftstellers Greg Egan, zuerst veröffentlicht in Analog im Juli/August 2023.

## Handlung
Als Kind wurde Charlotte von ihrem Vater der Nachthimmel gezeigt, um ihr Verständnis für die Wahrheit zu bekommen, dass das Universum endlose Welten und Möglichkeiten beherberge. In einem seiner Bücher stieß er auf die Idee, dass sich das Universum wiederhole, aber dabei leicht verändere, und benutzt diesen Gedanken später zur Rationalisierung seines eigenen Suizides. Nachdem ihre Mutter ebenfalls stirbt, wird Charlotte zu ihrer Großmutter gebracht und will später die korrekte Topologie des Universums herausfinden, welche sich als Didicosm (Hantzsche–Wendt-Mannigfaltigkeit) herausstellt. Ihre eigene Studentin findet später eine theoretische Erklärung dafür über die Quantengravitation, für welche diese Form kanonisch ist, da sie der einzige Platycosm mit endlicher erster Homologiegruppe ist. Charlotte kehrt zu ihrem Partner zurück und findet dabei, im besten aller Universen zu leben.

## Hintergrund

Konstruktion der Hantzsche–Wendt-Mannigfaltigkeit durch (direkte oder verdrehte) Identifikation der Flächen eines Quaders

Während der 3-Torus ({\displaystyle T^{3}=\mathbb {R} ^{3}/\mathbb {Z} ^{3}}), ebenfalls einer der zehn Platycosm, als raumfüllende Aneinanderreihung des immer gleichen Würfels mit gleicher Orientierung dargestellt werden kann (also ein Würfel dessen jeweils gegenüberliegende Seiten mit gleicher Ausrichtung identifiziert werden), kann der Didicosm als schachbrettartige Ausfüllung dargestellt werden, in welchem Würfel gespiegelt und auf den Kopf gestellt werden. Beide Illustrationen werden in der Kurzgeschichte gezeigt. Im Jahr 1984 wurde von Alexei Starobinsky und Yakov Zeldovich am Landau-Institut in Moskau ein kosmologisches Modell vorgestellt, in welchem das Universum ein 3-Torus ist.
Die erste Homologiegruppe des Didicosm ist {\displaystyle \mathbb {Z} _{4}^{2}}. (Für den 3-Torus, ebenfalls einer der zehn Platycosm, ist es {\displaystyle \mathbb {Z} ^{3}}.) Die Herleitung erklärt Greg Egan auf seiner Webseite, welche ebenfalls vier akademische Paper für die wissenschaftliche Grundlage der Kurzgeschichte angibt: „Describing the platycosms“ von John Conway und Jean-Paul Rossetti, „The Hantzsche-Wendt Manifold in Cosmic Topology“ von Ralf Aurich und Sven Lustig, „On the coverings of the Hantzsche-Wendt Manifold“ von Grigory Chelnokov und Alexander Mednykh sowie „How Surfaces Intersect in Space“ von J. Scott Carter.

## Kritik
Sam Tomaino von SFRevu findet, dass die Kurzgeschichte etwas technisch wird, aber eine interessante Idee verfolgt („gets a little technical but [has] an interesting idea“).
Mike Bickerdike von Tangent Online findet, dass „Didicosm“ eine eher ungewöhnliche Kurzgeschichte ist, da es zwar technisch gesehen eine Geschichte ist, aber doch mehr eine Spekulation über die Verwendung der Hantzsche-Wendt-Mannigfaltigkeit in der kosmischen Topologie („somewhat unusual as an SF short story, because while it is technically a story, it is more a speculation on whether Hantzsche–Wendt manifolds apply in cosmological topology“). Er behauptet, dass es eine Geschichte gebe, aber diese eher schwach ist und nur als Träger der zentralen Idee dient („there is a story here, but it is rather weak, and serves only as a vehicle“), welche ein undurchdringliches Konzept für all jene ohne höheren Abschluss in theoretischer Physik oder relevanter Mathematik ist („impenetrable subject for those [....] who lack a higher degree in theoretical physics or the relevant mathematics“).